# Adrar (provins)
Adrar (arabiska: ولاية أدرار) är en provins i sydvästra Algeriet. Provinsen har 402 197 invånare (2008). Adrar är huvudort.

## Administrativ indelning
Provinsen är indelad i 11 distrikt (daïras) och 28 kommuner (baladiyahs).